# Legionnaire (jeu d'arcade)
Legionnaire est un jeu vidéo de type beat them all développé par TAD Corporation et édité par Fabtek, sorti en 1992 sur borne d'arcade.